# Ким Сон Тхэ

Ким Сон Тхэ (кор. 김선태, англ. Kim Sun-Tae, родился 11 мая 1976 года в Хвасоне, провинции Кёнгидо) — южно-корейский шорт-трекист. Двукратный чемпион мира. Окончил Корейский спортивный Университет на факультете физического воспитания.

## Спортивная карьера
Ким Сон Тхэ начал кататься на коньках в возрасте 9-ти лет из-за своего слабого здоровья, когда учился в начальной школе. Его мама заставила его кататься по льду на рисовых полях по соседству, чтобы улучшить выносливость. Он тренировался в деревне спортсменов Тэнын во время каникул в 4-м классе начальной школы. Ким занимался конькобежным спортом в начальной и средней школе,и был выбран членом национальной сборной по шорт-треку во 2-м классе средней школы.
Впервые он выступил в составе национальной сборной в возрасте 16 лет, в 1993 году на командном чемпионате мира в Будапеште завоевал бронзовую медаль. В следующий раз отобрался в сборную в 1996 году и в феврале на зимних Азиатских играх в Харбине выиграл золотую медаль в эстафете, следом завоевал бронзу в эстафете на чемпионате мира в Гааге и на командном чемпионате мира в Лейк-Плэсид 1996 завоевал серебро.
В 1997 году в январе на зимней Универсиаде в Муджу завоевал золотую медаль в эстафете, в марте на чемпионате мира в Нагое выиграл золото в эстафете, а также золото на командном чемпионате мира в Сеуле.
Ким был назван пятым членом мужской сборной на Олимпийских играх 1998 года в Нагано во время учебы в Корейском университете. Однако он получил травму колена во время отбора в сборную и не смог участвовать в эстафете на Олимпийских играх в Нагано. После игр выиграл две серебряные медали на чемпионате мира в Вене в эстафете и в команде на чемпионате мира в Бормио. В 1999 году на Азиатских играх в Канвоне выиграл бронзовую медаль в эстафете. Его травма колена постоянно беспокоила и он решил завершить карьеру в 1999 году.

## Карьера тренера
После завершения карьеры Ким Сон Тхэ превратился в обычного служащего, руководителя бара, позже работал тренером в Китае, в общей сложности 8 лет с 2004 по 2006 год и с 2010 по 2014 год. В период с 2006 по 2010 год тренировал Японскую сборную. С 2014 года был назначен тренером сборной Кореи, но в конце 2015 года у него диагностировали рак толстой кишки. Он упорно лечился после ухода с поста главного тренера, выздоровел и вернулся в сборную в апреле 2016 года. В июле 2019 года был назначен главным тренером команды Китая по шорт-треку.  
Федерация конькобежного спорта Китая официально объявила о назначении Ким Сон Тэ генеральным менеджером китайской сборной по шорт-треку на сезон 2021-2022 годов.